# Piwdenne (Bachmut)
Piwdenne (ukrainisch Південне; russisch Пивденное Piwdennoje) ist eine Kleinstadt in der Oblast Donezk im Osten der Ukraine mit etwa 1500 Einwohnern.

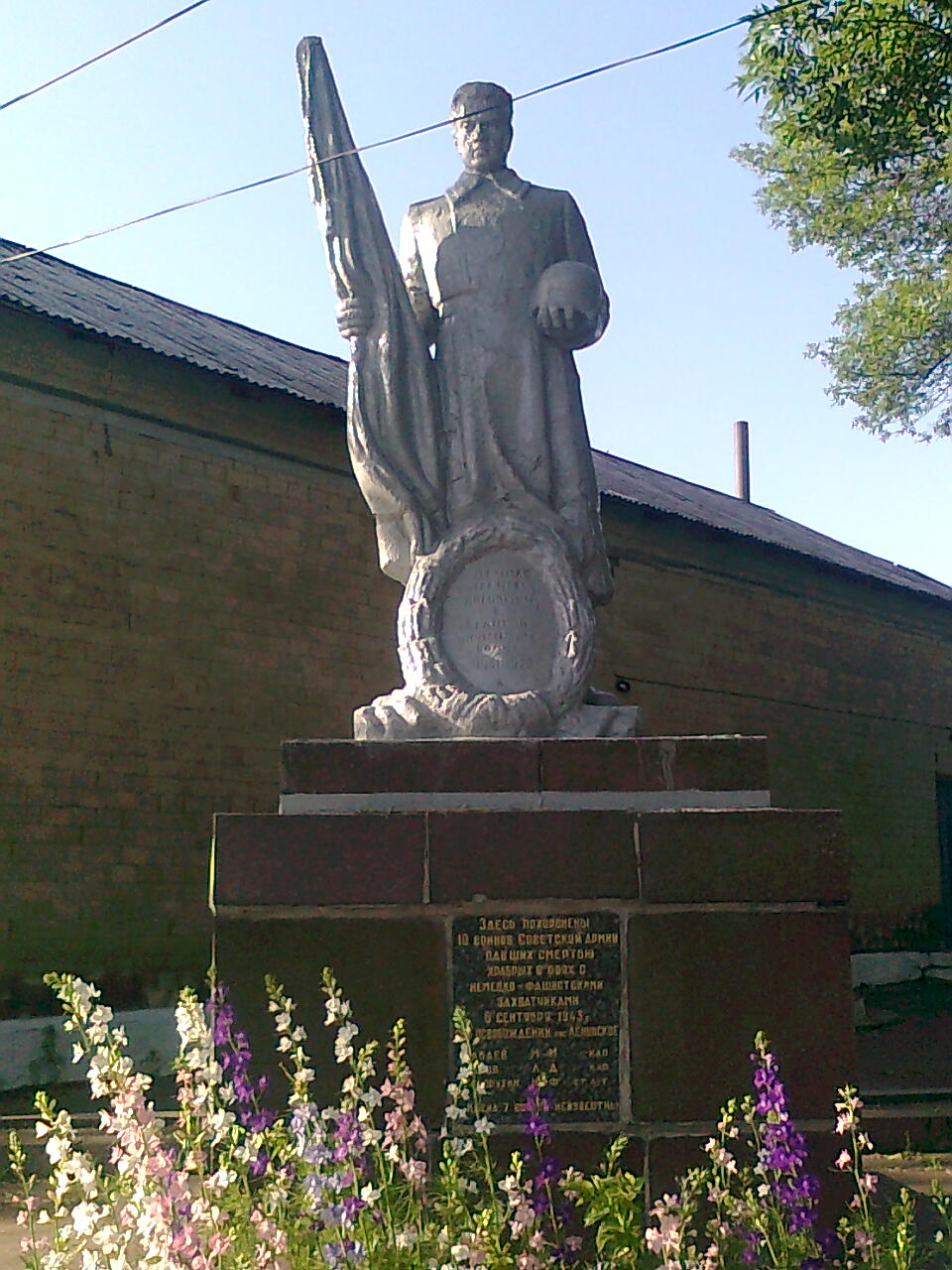
Kriegerdenkmal im Ort

Um den Ort herum erstrecken sich große Kohlegruben.
Die Stadt liegt im westlichen Donezbecken etwa 9 Kilometer südöstlich des Stadtzentrums von Torezk und 43 Kilometer nördlich vom Oblastzentrum Donezk entfernt.
Piwdenne trug ursprünglich den Namen Tschigari (russisch Чигари) und erhielt 1957 den Status einer Siedlung städtischen Typs. Sie wurde dann auf den Namen Leninske (ukrainisch Ленінське; russisch Ленинское/Leninskoje) umbenannt.
Im Russisch-Ukrainischen Krieg wurde die Stadt im Dezember 2014 von Separatistenseite beschossen, es kam zu einigen Zerstörungen und Toten im Ort, dieser liegt unmittelbar an der Kampflinie zwischen der Ukrainischen Armee und den Separatisten.
Am 19. Mai 2016 wurde der Ort im Zuge der Dekommunisierung der Ukraine auf den Namen Piwdenne umbenannt.
Am 12. Juni 2020 wurde die Siedlung ein Teil der neugegründeten Stadtgemeinde Torezk, bis dahin war sie ein Teil der Stadtratsgemeinde Salisne als Teil der Stadtratsgemeinde Torezk.
Am 17. Juli 2020 wurde der Ort ein Teil des Rajons Bachmut.